# 土生翔太
土生 翔太（はぶ しょうた、2001年3月10日 - ）は、神奈川県横浜市戸塚区出身のプロ野球選手（投手）。右投右打。中日ドラゴンズ所属。

## 経歴

### プロ入り前
日本人の父とフィリピン人の母の間に生まれる。横浜市立鳥が丘小学校3年生の時に坂本レッドジャガーズで野球を始め、横浜市立領家中学校在学時は硬式野球のクラブチームである横浜泉中央ボーイズでプレーしていた。
横浜高等学校在学時、チームは3年連続で夏の全国高等学校野球選手権大会に出場したが、自身はいずれの年もベンチ外だった。3年夏の神奈川大会の前に行われたベンチ外の選手による引退試合に登板し、144km/hを計測した。2学年上に藤平尚真・石川達也、1学年上に増田珠・福永奨、同学年に万波中正、1学年下に及川雅貴、2学年下に松本隆之介・木下幹也・度会隆輝・津田啓史がいた。
高校卒業後は桜美林大学に進学。1年春からリーグ戦に登板した。チームは3年春のリーグ戦で優勝し、全日本大学野球選手権大会に出場したが、自身の登板はなかった。プロ志望届を提出したが、2022年のドラフト会議での指名はなかった。
大学卒業後は社会人野球チームからの誘いを断り、ベースボール・チャレンジ・リーグの茨城アストロプラネッツに入団した。

### BCL・茨城時代
2023年は、9月15日に行われた読売ジャイアンツ三軍との練習試合にBCリーグ選抜として救援登板し、150km/h超の速球で注目を集めた。シーズンでは20試合（先発13試合）に登板して3勝7敗、防御率4.36、90奪三振を記録した。

### 中日時代
2023年10月26日に開催されたドラフト会議にて、中日ドラゴンズから5位指名を受け、11月28日に契約金3500万円、年俸720万円で仮契約を結んだ（金額は推定）。背番号は48。

## 選手としての特徴・人物
最速154km/hのストレートと、縦・横に変化するスライダー、ツーシーム、カーブ、フォークを投げる。
母はフィリピン人であり、愛称は母方の名前のラモス。

## 詳細情報

### 年度別投手成績
| 年 度     | 球 団     | 登 板 | 先 発 | 完 投 | 完 封 | 無 四 球 | 勝 利 | 敗 戦 | セ 丨 ブ | ホ 丨 ル ド | 勝 率 | 打 者 | 投 球 回 | 被 安 打 | 被 本 塁 打 | 与 四 球 | 敬 遠 | 与 死 球 | 奪 三 振 | 暴 投 | ボ 丨 ク | 失 点 | 自 責 点 | 防 御 率 | W H I P |
| --------- | --------- | ----- | ----- | ----- | ----- | -------- | ----- | ----- | -------- | ----------- | ----- | ----- | -------- | -------- | ----------- | -------- | ----- | -------- | -------- | ----- | -------- | ----- | -------- | -------- | ------- |
| 2024      | 中日      | 7     | 0     | 0     | 0     | 0        | 0     | 0     | 0        | 0           | ----  | 55    | 12.0     | 13       | 0           | 6        | 0     | 0        | 9        | 0     | 0        | 10    | 8        | 6.00     | 1.58    |
| 通算：1年 | 通算：1年 | 7     | 0     | 0     | 0     | 0        | 0     | 0     | 0        | 0           | ----  | 55    | 12.0     | 13       | 0           | 6        | 0     | 0        | 9        | 0     | 0        | 10    | 8        | 6.00     | 1.58    |

- 2024年度シーズン終了時

### 年度別守備成績
| 年 度 | 球 団 | 投手  | 投手  | 投手  | 投手  | 投手  | 投手     |
| 年 度 | 球 団 | 試 合 | 刺 殺 | 補 殺 | 失 策 | 併 殺 | 守 備 率 |
| ----- | ----- | ----- | ----- | ----- | ----- | ----- | -------- |
| 2024  | 中日  | 7     | 2     | 1     | 0     | 0     | 1.000    |
| 通算  | 通算  | 7     | 2     | 1     | 0     | 0     | 1.000    |

- 2024年度シーズン終了時

### 独立リーグでの投手成績
| 年 度     | 球 団     | 登 板 | 先 発 | 完 投 | 完 封 | 無 四 球 | 勝 利 | 敗 戦 | セ 丨 ブ | ホ 丨 ル ド | 勝 率 | 打 者 | 投 球 回 | 被 安 打 | 被 本 塁 打 | 与 四 球 | 敬 遠 | 与 死 球 | 奪 三 振 | 暴 投 | ボ 丨 ク | 失 点 | 自 責 点 | 防 御 率 | W H I P |
| --------- | --------- | ----- | ----- | ----- | ----- | -------- | ----- | ----- | -------- | ----------- | ----- | ----- | -------- | -------- | ----------- | -------- | ----- | -------- | -------- | ----- | -------- | ----- | -------- | -------- | ------- |
| 2023      | 茨城      | 20    | 13    | 0     | 0     | 0        | 3     | 7     | 0        | 0           | .300  | 403   | 84.2     | 98       | 3           | 58       | -     | 1        | 90       | 14    | 0        | 54    | 41       | 4.36     | 1.84    |
| 通算：1年 | 通算：1年 | 20    | 13    | 0     | 0     | 0        | 3     | 7     | 0        | 0           | .300  | 403   | 84.2     | 98       | 3           | 58       | -     | 1        | 90       | 14    | 0        | 54    | 41       | 4.36     | 1.84    |

- 各年度の太字はリーグ最高

### 記録
NPB
初記録
投手記録
- 初登板：2024年4月19日、対阪神タイガース4回戦（阪神甲子園球場）、8回裏に4番手で救援登板・完了、1回2失点
- 初奪三振：2024年4月20日、対阪神タイガース5回戦（阪神甲子園球場）、3回裏に大竹耕太郎から見逃し三振

打撃記録
- 初打席：2024年4月20日、対阪神タイガース5回戦（阪神甲子園球場）、4回表に大竹耕太郎から空振り三振

### 背番号
- 1（2023年）
- 48（2024年 - ）